# Dauzat-sur-Vodable
Dauzat-sur-Vodable ist eine französische Gemeinde mit 67 Einwohnern (Stand 1. Januar 2022) im Département Puy-de-Dôme in der Region Auvergne-Rhône-Alpes (vor 2016 Auvergne). Sie gehört zum Arrondissement Issoire und zum Kanton Brassac-les-Mines (bis 2015 Ardes).

## Geografie
Dauzat-sur-Vodable liegt etwa 16 Kilometer südwestlich von Issoire am Ostabhang des Zentralmassivs im Regionalen Naturpark Volcans d’Auvergne. Dauzat-sur-Vodable wird umgeben von den Nachbargemeinden Chassagne im Norden und Nordwesten, Vodable im Nordosten, Ternant-les-Eaux im Osten, Saint-Hérent im Osten und Südosten, La Chapelle-Marcousse im Süden sowie Roche-Charles-la-Mayrand im Westen und Südwesten.

## Bevölkerungsentwicklung
| Jahr                       | 1962 | 1968 | 1975 | 1982 | 1990 | 1999 | 2006 | 2013 |
| Einwohner                  | 181  | 130  | 103  | 79   | 77   | 76   | 66   | 90   |
| Quellen: Cassini und INSEE |      |      |      |      |      |      |      |      |

## Sehenswürdigkeiten
- Kirche Saint-Géraud, Monument historique seit 1969

## Weblinks

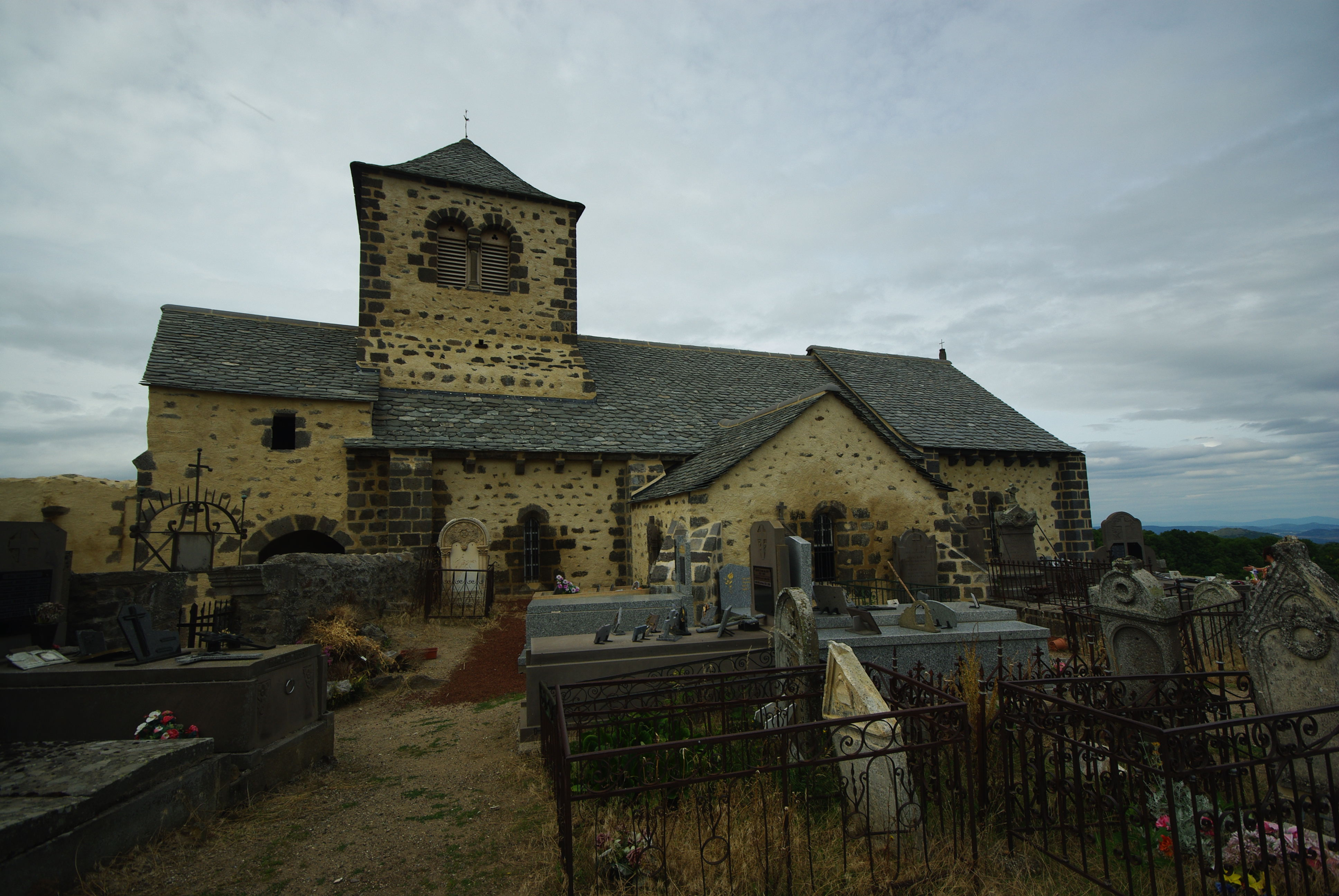
Kirche Saint-Géraud